# Wilma van den Berg
Wilhelmina Catharina Maria Martina „Wilma” van Gool-van den Berg (ur. 11 sierpnia 1947 w Uden) – holenderska lekkoatletka, sprinterka, wicemistrzyni Europy z 1969.
Wystąpiła na mistrzostwach Europy w 1966 w Budapeszcie, gdzie odpadła w półfinale biegu na 100 metrów i zajęła 7. miejsce w sztafecie 4 × 100 metrów.
Na igrzyskach olimpijskich w 1968 w Meksyku odpadła w półfinale biegu na 100 metrów i eliminacjach biegu na 200 metrów, natomiast holenderska sztafeta 4 × 100 metrów z Van den Berg na pierwszej zmianie w przedbiegu wyrównała wynikiem 43,4 s rekord świata (ustanowiony wcześniej tego dnia przez sztafetę Stanów Zjednoczonych), a w finale zajęła 4. miejsce z takim samym czasem.
Zdobyła srebrny medal w biegu na 100 metrów na mistrzostwach Europy w 1969 w Atenach, przegrywając jedynie z Petrą Vogt z NRD, a w biegu na 200 metrów zajęła 4. miejsce. Została uznana lekkoatletką roku 1969 w Holandii.
Zdobyła brązowy medal w biegu na 60 metrów na pierwszych halowych mistrzostwach Europy w 1970 w Wiedniu. Na letniej Uniwersjadzie w 1970 w Turynie zdobyła srebrny medal w biegu na 100 metrów i brązowy w biegu na 200 metrów.
Odpada w półfinale biegu na 60 metrów na halowych mistrzostwach Europy w 1971 w Sofii. Na mistrzostwach Europy w 1971 w Helsinkach odpadła w półfinałach biegów na 100 metrów i na 200 metrów.
Na igrzyskach olimpijskich w 1972 w Monachium odpadła w ćwierćfinałach biegów na 100 metrów i na 200 metrów, a na mistrzostwach Europy w 1974 w Rzymie odpadła w półfinałach na obu tych dystansach.
Była mistrzynią Holandii w biegu na 100 metrów w latach 1967, 1969–1972, 1974 i 1976 oraz w biegu na 200 metrów w latach 1967, 1969–1972i 1976. W hali była mistrzynią Holandii w biegu na 60 metrów w 1970, 1972 i 1973.
Wielokrotnie poprawiała rekord Holandii w biegu na 100 metrów do wyniku 11,1 s (mierzonego ręcznie, uzyskanego 15 czerwca 1972 w Poczdamie) i 11,43 s (osiągniętego 1 września 1972 w Monachium), w biegu na 200 metrów (do czasu 23,0 15 czerwca 1972 w Berlinie i 23,22 4 września 1972 w Monachium) i w sztafecie 4 × 100 metrów do czasu 43,44 s 20 października 1968 w Meksyku.